# Need for Speed: Most Wanted (trò chơi điện tử 2012)
Need for Speed: Most Wanted là video game đua xe được phát hành trong năm 2012, được phát triển bởi hãng phát triển game nổi tiếng của Anh là Criterion Games và được phát hành bởi Electronic Arts. Được công bố vào ngày 4 tháng 6 năm 2012, trong cuộc họp báo của EA tại hội chợ E3, Most Wanted là phiên bản thứ 19 của series Need for Speed, được bán ra toàn cầu dành cho Microsoft Windows, PlayStation 3 và Xbox 360, bắt đầu tại Bắc Mĩ vào 30 tháng 10 năm 2012. Most Wanted đảm nhiệm cách chơi giống như phiên bản Most Wanted trước trong dòng Need for Speed, trái ngược với Hot Puirsuit cũng do Criterion Games phát triển.

## Hệ thống trò chơi
Need for Speed: Most Wanted tiếp nối phong cách của Most Wanted phiên bản đầu. Người chơi lựa chọn cho mình một chiếc xe và chinh phục các đối thủ trong ba loại sự kiện, bao gồm: Đua nước rút - vượt qua một đoạn đường trong thành phố, Đua vòng - hoàn thành một hay hai vòng đua, và Đua Tốc độ - hoàn thành một vòng đua với vận tốc trung bình cao nhất có thể. Ngoài ra còn có các cuộc đua Phục kích, bắt đầu với việc bị cảnh sát bám đuổi và nhiệm vụ là thoát khỏi họ thật nhanh. Giống Most Wanted phiên bản đầu, cảnh sát cũng xuất hiện trong một số nhiệm vụ chơi khác, với những chiến thuật phối hợp xe nhằm chặn và bắt giữ xe người chơi. Trong mỗi sự kiện có hai lần cho phép người chơi nâng cấp chiếc xe của mình. Trò chơi cũng có Sổ đen (Black list) - thường được biết đến với cái tên Most Wanted List gồm 10 tay đua mà người chơi phải đánh bại (ít hơn 5 tay đua so với Most Wanted phiên bản đầu). Sau khi hoàn thành Sổ đen, xe của người chơi sẽ được thêm vào Bảng phân công. So với phiên bản đầu, có sự thay đổi trọng tâm nội dung từ thành phố Rockport sang Fairhaven, và một thành phố hư cấu mới hoàn toàn là Myrtle Sarrosa.
Need for Speed: Most Wanted có phong cách chơi của danh hiệu đầu tiên trong thương hiệu Need for Speed Most Wanted. Most Wanted cho phép người chơi lựa chọn một chiếc xe và cạnh tranh với các tay đua khác trong ba loại sự kiện: Sprint chủng tộc, trong đó bao gồm việc đi du lịch từ một điểm của thành phố khác, cuộc đua Circuit, có hai ba vòng chạy tổng số và tốc độ, mà liên quan đến đi ngang qua một khóa học ở tốc độ trung bình cao nhất có thể. Ngoài ra còn có các chủng tộc phục kích, bắt đầu với các cầu thủ bao quanh bởi cảnh sát và được giao nhiệm vụ để trốn tránh sự theo đuổi của họ càng nhanh càng tốt. Cops được tích hợp vào các buổi đua nhất định, trong đó triển khai xe cảnh sát và chiến thuật để dừng xe của người chơi và bắt giữ người chơi, giống như ban đầu Wanted. Tại mỗi sự kiện có hai bản nâng cấp có thể được mở khóa cho dòng xe này, một trong số họ đã được mở cho các cầu thủ những người quản lý để hoàn thành ít nhất là trong giây trong khi chỉ thu được bằng cách chiến thắng. Trò chơi có một danh sách đen (còn được gọi là Danh sách Most Wanted) của 10 tay đua, tương tự như phần chơi đơn của gốc Wanted, trong đó có 15 tay đua trong danh sách đen. Khi các tay đua Most Wanted bị đánh bại, chiếc xe của họ được thêm vào danh sách của người chơi. Trong sự lặp lại này, sự chú ý chuyển từ Rockport, thành phố trong bản gốc, đến một thành phố mới được gọi là Fairhaven.
Most Wanted đã được so sánh với loạt game Burnout. Giống như Burnout Paradise, cuộc đua có một điểm bắt đầu và kết thúc, nhưng người chơi có thể lựa chọn con đường riêng của mình để dòng kết thúc, khởi hành từ gốc Wanted, nhưng tương tự như những "thách thức phi hành đoàn" từ phần tiếp theo, Carbon. Biển quảng cáo và hàng rào bị phá hủy; và gara sửa chữa, tất cả đều có nguồn gốc, đặc trưng của Fairhaven.
Trò chơi sử dụng Autolog, hệ thống cạnh tranh giữa bạn bè phát triển bởi hãng Criterion cho Need for Speed: Hot Pursuit, và kể từ khi được sử dụng trong các chức danh khác trong loạt game Need for Speed. Autolog trong Most Wanted có một vai trò lớn hơn và cung cấp thông tin nhiều hơn cho người chơi. Các hoạt động trong game cho phép người chơi kiếm điểm Tốc độ có thể thúc đẩy những người chơi trong danh sách Most Wanted. Autolog đã được tích hợp vào thế giới trò chơi góp phần cho người chơi có sự thuận lợi hơn trong việc tương tác với trò chơi.
Most Wanted thêm vào một tính năng hệ thống xã hội mới gọi là Cloudcompete, kết nối với nhau chặt chẽ nhất trong tất cả các nền tảng trong một ví dụ lấy cảm hứng từ khả năng tương thích chéo. Một hồ sơ cá nhân được sử dụng cho tất cả các phiên bản của trò chơi, cho phép người chơi để xếp hạng bản thân và tiếp tục tiến bộ từng chút một.

## Marketing
Need for Speed: Most Wanted đang được quảng bá và mở rộng thị trường thông qua Internet và TV trailers. Ngoài phiên bản Standard Edition (tiêu chuẩn), một phiên bản Limited Edition (bán có giới hạn) của trò chơi, sẽ chỉ được bán thông qua đặt hàng trước với giá giống phiên bản phổ thông. Limited Edition hỗ trợ tiền thưởng nhiều hơn Standard Edition, bao gồm "bốn giờ Speed Points đúp, liveries tùy chọn, rollouts tùy chỉnh và 2 chiếc xe: Porsche 911 Carrera S và Maserati GranTurismo MC Stradale."